# Gorica Miholečka
Gorica Miholečka falu Horvátországban Kapronca-Kőrös megyében. Közigazgatásilag  Sveti Petar Orehovechez tartozik.

## Fekvése
Kőröstől 10 km-re északnyugatra, községközpontjától 4 km-re délnyugatra fekszik.

## Története
A falunak 1857-ben 56,  1910-ben 112 lakosa volt. Trianonig Belovár-Kőrös vármegye Körösi járásához tartozott. 2001-ben 52 lakosa volt.